# Céline Marty
Pour les articles homonymes, voir Marty.
Céline Marty, née le 30 mars 1976 à Toulouse, est une joueuse de football française évoluant au poste de gardienne de but.

## Biographie
Elle commence sa carrière à l'Étoile aussonnaise avant d'atterrir au Toulouse FC. Elle obtient 4 titres de championne de France avec Toulouse.
Elle compte 40 sélections en équipe de France (mars 2006) et a participé aux Championnats d'Europe (1997 et 2001) et à la Coupe du monde de 2003.
Sa première sélection en équipe de France remonte au 18 mai 1997.

## Palmarès
- Championne de France : 1999, 2000, 2001 et 2002
- Challenge de France : 2002

## Statistiques

### En sélection
| Sélection | Année | Statistiques | Statistiques |
| Sélection | Année | Matchs       | Buts         |
| --------- | ----- | ------------ | ------------ |
| France,   | 1997  | 1            | 0            |
| France,   | 1998  | 1            | 0            |
| France,   | 1999  | 4            | 0            |
| France,   | 2000  | 5            | 0            |
| France,   | 2001  | 7            | 0            |
| France,   | 2002  | 10           | 0            |
| France,   | 2003  | 12           | 0            |
| Total     | Total | 40           | 0            |